# オランピアード駅
オランピアード駅 (オランピアードえき、仏：Olympiades) は、フランス・パリの13区にあるメトロ14号線（地下鉄）の駅。

## 概要
オランピアード駅は、パリの地下鉄メトロ14号線のターミナル駅。パリ南部の13区南部にあり、トルビアック通りとナシオナル通りの交差点付近に位置している。
2007年6月26日、14号線の駅として開業した。駅名は、付近にある高層住宅団地オランピアードにちなんで名付けられた。

## 駅周辺
- オランピアード （レゾランピアード、Les Olympiades）- 13区南部に位置する高層住宅団地。
- ジャンヌ・ダルク広場 (Place Jeanne d'Arc)
- ナシオナル広場 (Place Nationale)
- ノートル＝ダム＝ド＝ラ＝ガール教会 (Église Notre-Dame-de-la-Gare)

## 隣の駅
パリメトロ
■14号線
ビブリオテーク・フランソワ・ミッテラン駅 (Bibliothèque François Mitterrand) - オランピアード駅